# Monument voor de Oorlogsduif

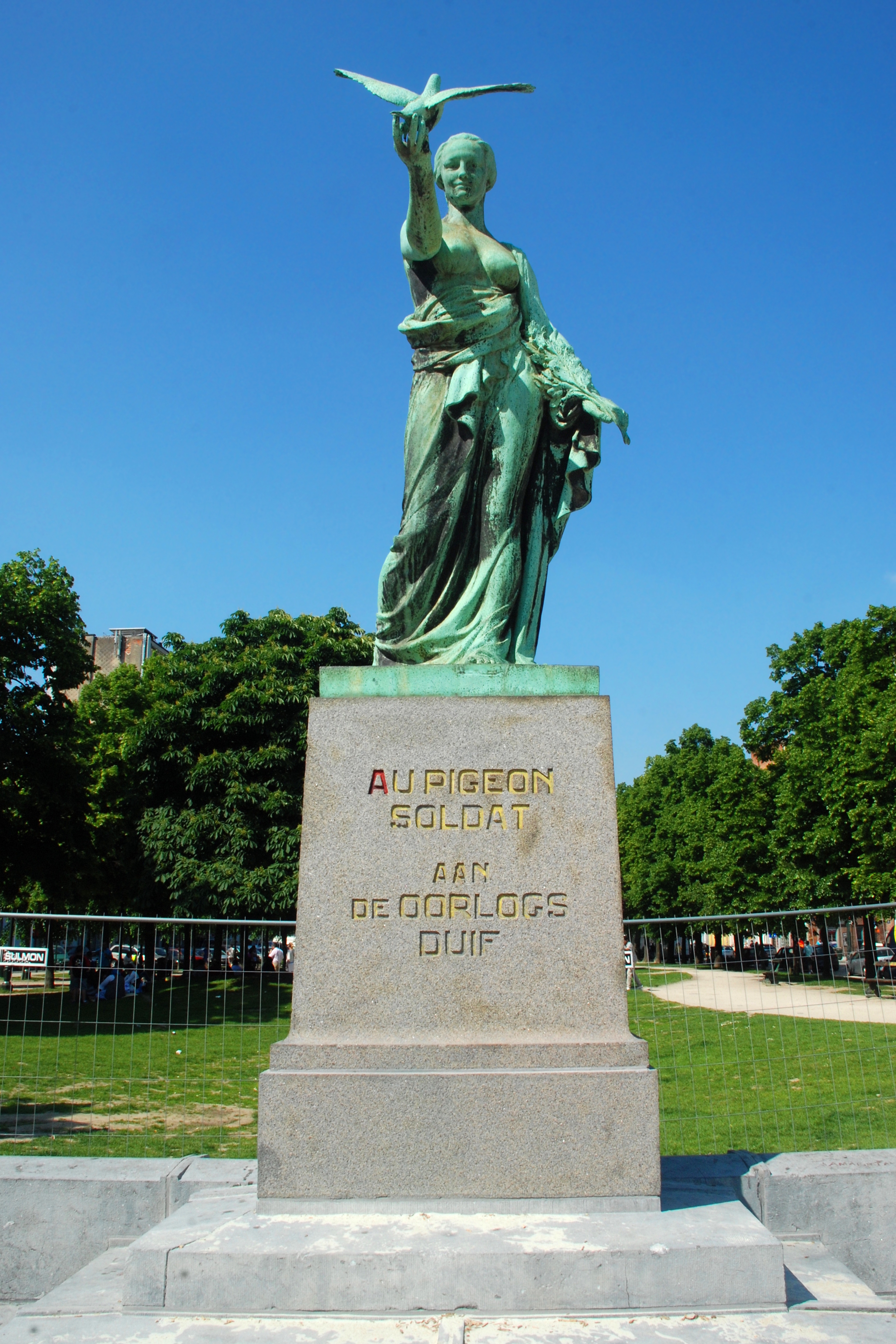
Het vrouwelijk personage, met de duif in haar hand, stelt het vaderland voor

Het Monument voor de Oorlogsduif is een oorlogsmonument in de Belgische hoofdstad Brussel, dat geplaatst is ter ere van de postduiven en duivenliefhebbers die gesneuveld zijn tijdens de Eerste Wereldoorlog. Het monument werd uitgetekend door architect Georges Hano en gemaakt door de Brusselse beeldhouwer Victor Voets. Naast Brussel eren ook Charleroi en Lille de oorlogsduif met een monument.
Het monument ligt op de kruising van de Schuitenkaai, de Steenkoolkaai, de Locquenghienstraat en de Varkensmarkt.

## Inhuldiging monument
De inhuldiging van het monument vond plaats op 8 maart 1931 door burgemeester Adolphe Max. Tijdens de ceremonie haalde hij nog maar eens het belang van de duiven aan. Hij noemde de dieren de groepering die misschien de grootste en pijnlijkste bijdrage had geleverd in verband met de overwinning en de bevrijding van het vaderland. 
Het vrouwelijk personage stelt het vaderland voor dat zowel de duiven als hun eigenaars eert. Voets is erin geslaagd om de kracht, het uithoudingsvermogen en de overwinning van de duiven perfect uit te drukken door symbolen te gebruiken die gelinkt zijn aan de natuur zoals eikenbladeren en laurierblaren.

## Eerste Wereldoorlog
Tijdens de Eerste Wereldoorlog speelden de postduiven een enorm belangrijke rol. Dit was de eerste moderne oorlog waar de Duitsers, onder leiding van Wilhelm II, grote stukken in Europa probeerden te veroveren. Tijdens deze oorlog werden er naar schatting honderdduizend duiven ingezet, zowel om geheime boodschappen door te geven aan de geallieerden als voor spionagewerk. Maar liefst 95% van de boodschappen werd ook daadwerkelijk zonder schade afgeleverd aan de juiste ontvanger. Een opdracht die niet zo eenvoudig was, want aan het begin van de oorlog deden de Duitsers er alles aan om de Belgische duiventillen te vernietigen. De duiven werden ingezet aan het front, in tanks en zelfs in onderzeeërs. Eind 1914 sloten de Duitsers maar liefst 75 000 duiven op in het Jubelpark in Brussel om hen vervolgens te doden. Ze vreesden voor spionage. Op het stiekem houden van de duiven stond zelfs de doodstraf. Deze poging mislukte echter wegens juridische tussenkomst van de Brusselse burgemeester Adolphe Max die voor het belang en de vrijheid van de duiven pleitte. Tijdens de oorlog probeerden de Duitsers nog steeds om zoveel mogelijk duiven uit te schakelen. Eerst probeerden ze dit door speciale scherpschutters in te zetten, maar dit plan mislukte. Daarom werden er aan het einde van de Eerste Wereldoorlog enorm veel roofvogels ingezet zoals valken en haviken om de duiven te vangen.
De bekendste en daarmee ook de heldhaftigste oorlogsduif was zonder twijfel Vaillant. Deze duif bracht in 1916 een enorm belangrijke boodschap over terwijl hij al vergiftigd was door de gasaanvallen van de Duitsers. Vaillant stierf kort erna, werd vervolgens opgezet en pronkt nu in het oorlogsmuseum in Frankrijk. In 2005 werd de tekenfilm Valiant uitgebracht door Walt Disney om de oorlogsduiven te eren.

## Het belang van de duif door de jaren heen
Duiven staan al enorm lang bekend voor hun geweldig oriëntatievermogen en hun vliegsnelheid. Zo slagen ze erin om aan hoge snelheid hun nest zonder problemen terug te vinden. Duiven werden drie millennia geleden al gebruikt om de winnaar van de Olympische Spelen bekend te maken. Er werd een boodschap vastgemaakt aan één van hun pootjes. Later evolueerde dit en werden er speciale kokertjes gemaakt om geheime boodschappen in te verstoppen. Dit werd vooral gebruikt in de Eerste en in de Tweede Wereldoorlog. Bekende oorlogsduiven zijn Cher Ami en G.I. Joe.

## Galerij

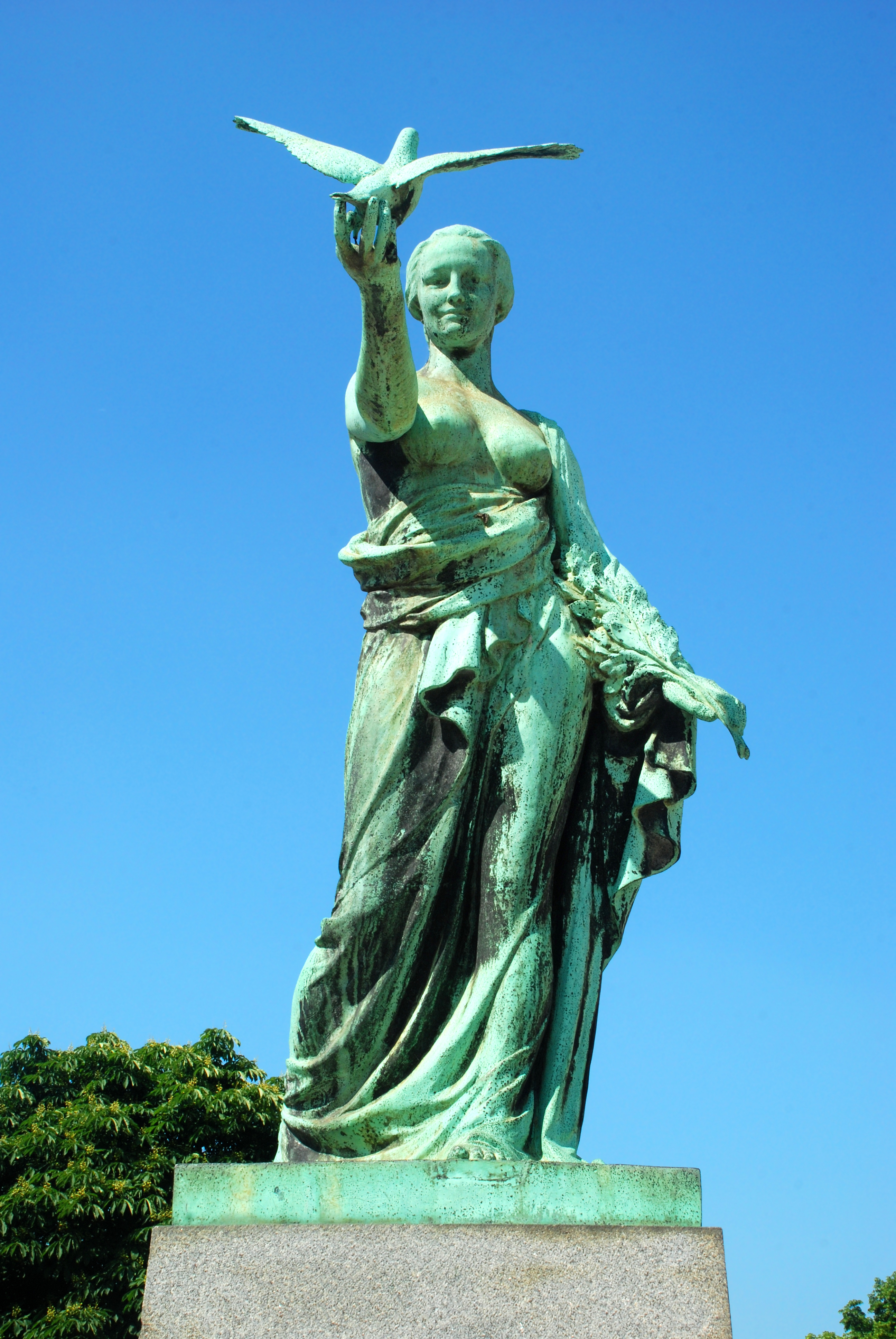
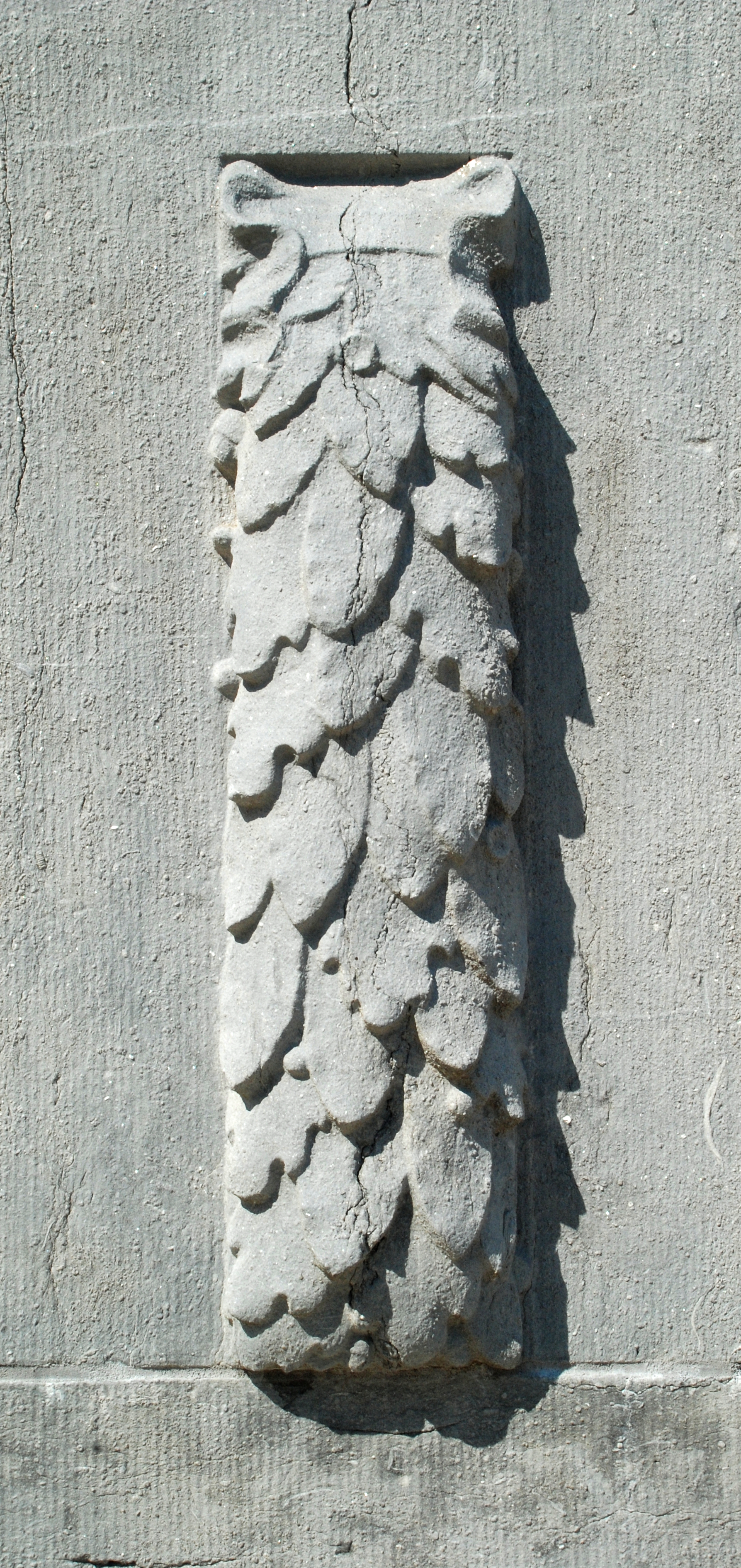
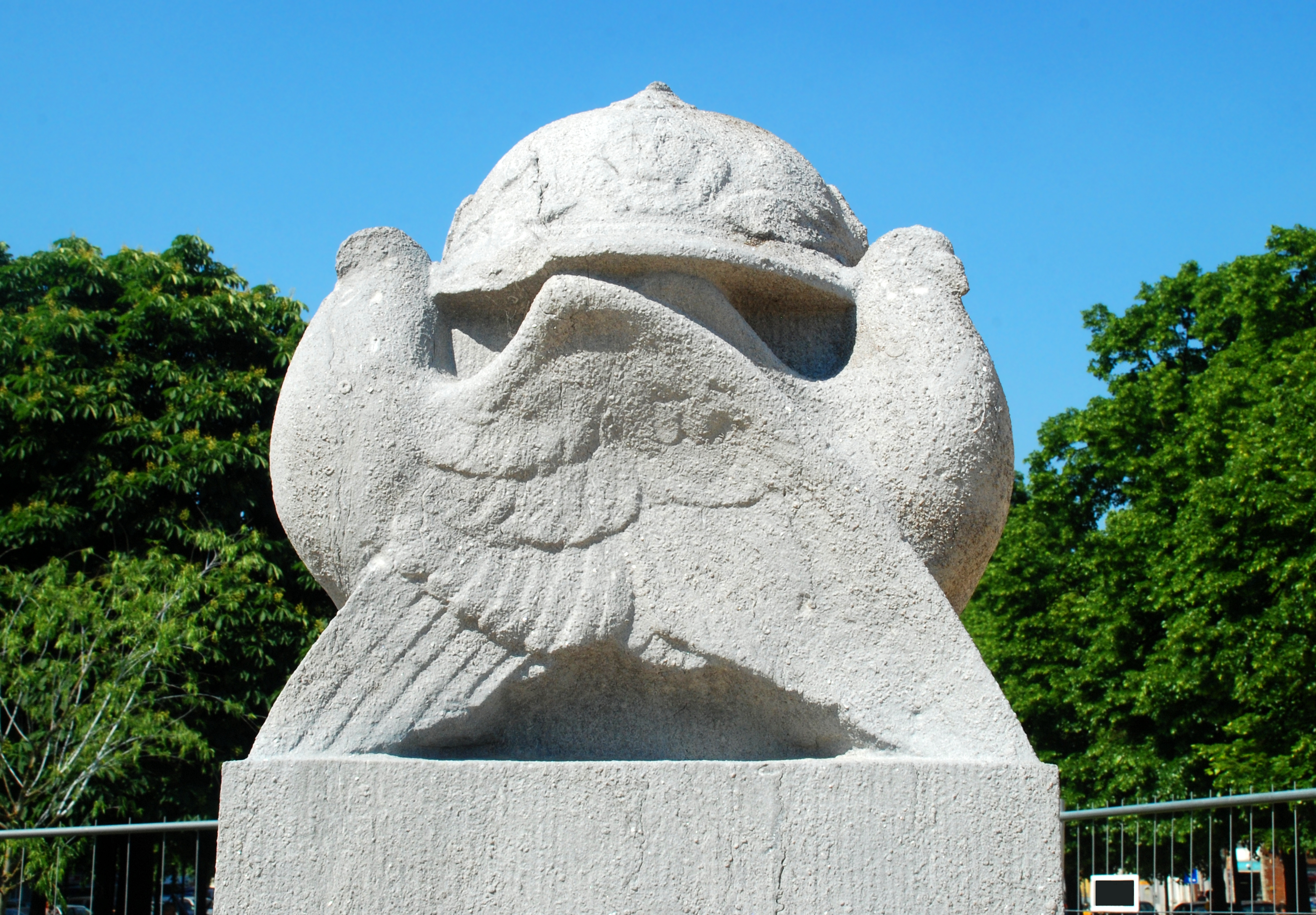